# Immagazzinamento dell'energia

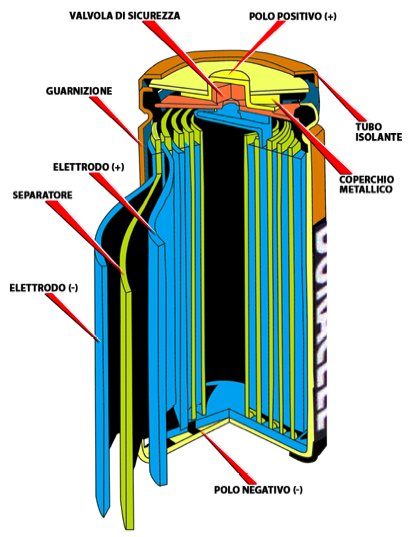
Schema di una pila: dispositivo di immagazzinamento che contiene energia sotto forma chimica, per rilasciarla all'occorrenza sotto forma di energia elettrica.

L'immagazzinamento dell'energia (o stoccaggio dell'energia) è una serie di tecniche e processi che permettono di concentrare su supporti diversi, differenti forme di energia per essere utilizzate successivamente. Un dispositivo che accumula energia è chiamato talvolta accumulatore. Tutte le forme di energia sono energie potenziali oppure energie cinetiche. Un orologio a molla immagazzina energia potenziale (in questo caso meccanica, nella tensione della molla), una batteria accumula energia chimica facilmente convertibile per mantenere in funzionamento un orologio in un computer (elettricamente) anche quando il computer stesso è spento, e la diga di un'installazione idroelettrica immagazzina energia in un serbatoio come energia potenziale gravitazionale. I serbatoi di accumulazione del ghiaccio immagazzinano ghiaccio (energia termica) di notte per fare fronte alle richieste massime di raffreddamento. Combustibili fossili come il carbone e la benzina conservano energia antica proveniente dal sole sotto forma di energia chimica. Persino il cibo (che è fatto con lo stesso processo col quale venne fatto il combustibile fossile) è una forma di energia incamerata in forma chimica.
Lo stoccaggio di energia come processo naturale è vecchio quanto l'universo medesimo - l'energia presente alla creazione iniziale dell'Universo è stata immagazzinata nelle stelle come il sole, ed ora viene usata dall'uomo direttamente (per esempio, mediante il riscaldamento solare), o indirettamente (per esempio, col coltivare il grano o la conversione in elettricità nelle celle solari). Lo stoccaggio di energia consente all'uomo di bilanciarne l'offerta e la domanda. I sistemi di stoccaggio in uso commerciale oggi possono essere grossolanamente classificati come meccanici, elettrici, chimici, biologici, termici e nucleari.

## Storia
Come attività finalizzata, l'accumulazione di energia esiste sin dalla preistoria, sebbene sovente non fosse esplicitamente riconosciuta come tale. Un esempio di accumulazione deliberata di energia è l'utilizzo di tronchi o massi tondeggianti come misura di difesa negli antichi forti - i tronchi o i massi tondeggianti venivano collocati in cima alla collina o ai muri, e l'energia così accumulata era usata per attaccare gli invasori che venivano a tiro.
Un'applicazione più recente è il controllo dei corsi d'acqua per azionare i mulini ad acqua al fine di lavorare il grano o motorizzare macchinari. Sistemi complessi di serbatoi e dighe furono costruiti per accumulare e rilasciare l'acqua (e l'energia potenziale che contiene) quando necessario.
L'incameramento di energia diventò un fattore dominante nello sviluppo dell'economia con l'introduzione assai diffusa dell'elettricità e dei combustibili chimici raffinati, come la benzina, il cherosene ed i gas naturali verso la fine del 1800. A differenza di altri come legname o carbone, l'elettricità è usata come viene prodotta. Non è stata immagazzinata su vasta scala ma ciò potrebbe presto cambiare. Negli U.S., il piano di incentivi del 2009 è alla ricerca di depositi di energia e come sia possibile usarli con i nuovi programmi di rete elettrica intelligente.
L'elettricità è trasmessa in un circuito chiuso, ed essenzialmente per qualsiasi fine pratico non può essere accumulata come energia elettrica. Ciò significa che le variazioni di domanda non potrebbero essere gestite senza ridurre drasticamente le forniture (tramite illuminazione ridotta o interruzione di rete elettrica) o immagazzinare l'energia elettrica in un altro mezzo. Persino l'energia rinnovabile deve essere immagazzinata per renderla affidabile. Il vento soffia ad intermittenza, cosicché qualche forma di immagazzinamento è necessaria per compensare per i periodi di calma, e l'energia solare non è efficace nei giorni nuvolosi sicché dell'energia accumulata deve essere disponibile per compensare per la perdita dell'energia solare.
Una soluzione iniziale al problema di immagazzinare energia ai fini elettrici fu lo sviluppo delle batterie, un dispositivo di accumulazione elettrochimico. È stato di utilizzazione limitata nei sistemi di potenza elettrica per la piccola capacità e costi elevati. Una simile possibile soluzione con i medesimi tipi di problemi è il condensatore. Nel 1980, un piccolo gruppo di produttori ricercarono attentamente un deposito di energia termica TES) per fronteggiare la crescente domanda di raffreddamento ad aria durante le ore di massima richiesta. Oggi poche compagnie continuano a produrre depositi di energia termica. La forma più in voga di deposito di energia termica per il raffreddamento ad aria è un deposito di ghiaccio, poiché è in grado di immagazzinare più energia in minore spazio di un deposito di acqua ed è meno caro delle pile a combustibile e volani. L'immagazzinamento di energia termica è impiegato in oltre 3300 edifici in oltre 35 paesi. Funziona immagazzinando ghiaccio alla notte quando l'elettricità è poco costosa, e poi usando il ghiaccio per raffreddare l'aria nei fabbricati il giorno dopo.
I combustibili chimici sono diventati la forma dominante di accumulazione di energia, sia per la generazione di elettricità sia per il trasporto. I carburanti chimici in uso corrente sono carbone processato (sottoposto a liquefazione), benzina, gasolio, gas naturale, gas di petrolio liquefatto (LPG), propano, butano, etanolo, Biodiesel e idrogeno. Tutte queste sostanze si convertono prontamente in energia meccanica e quindi in energia elettrica impiegando macchine termiche (turbine o altri motori a combustione interna, o generatori di vapore o altri motori a combustione esterna come lo Stirling) usati per la generazione di energia elettrica. I generatori azionati da macchine termiche sono pressappoco universali, variano da piccoli motori che producono solo alcuni Chilowatt a generatori con prestazioni d'esercizio fino a 800 megawatt.
Dispositivi elettrochimici chiamati pile a combustibile furono inventate all'incirca nello stesso periodo dell'invenzione delle batterie, Tuttavia, per molte ragioni, le pile a combustibile non furono sviluppate adeguatamente fino al momento dell'avvento del volo spaziale con equipaggio (il programma Gemini) quando sorgenti leggere e non termiche di elettricità erano necessarie nel veicolo interplanetario. Lo sviluppo delle pile a combustibile è aumentato nei recenti anni a causa del tentativo di aumentare l'efficienza di conversione dell'energia chimica immagazzinata nei combustibili fossili o nell'idrogeno in elettricità.
Al momento, i carburanti idrocarburi liquidi sono la forma dominante di immagazzinamento di energia per l'impiego nei trasporti. Tuttavia, questi producono gas ad effetto serra quando si usano per dare energia alle automobili, autocarri, treni, ed aeroplani. Portatori di energia scevri di carbonio, come l'idrogeno, o portatori di energia a carbonio neutro quali alcune forme di etanolo o biodiesel, si stanno cercando in risposta alle possibili conseguenze di emissione di gas serra.
Alcune aree del mondo (Washington ed Oregon negli Stati Uniti e Galles in Inghilterra ne sono esempi) hanno usato
caratteristiche geografiche per immagazzinare grandi quantità di acqua in serbatoi elevati, utilizzando l'elettricità in eccedenza nei momenti di bassa domanda per pompare l'acqua fino ai serbatoi, lasciando poi che l'acqua cada attraverso dei generatori a turbina per recuperare l'energia quando la richiesta raggiunge il culmine.
Parecchie altre tecnologie sono state investigate, come i volani o immagazzinaggio di aria compressa in caverne sotterranee.
Altro metodo usato nel programma solare è la Torre Solare Tre che impiega il sale fuso per
immagazzinare il calore e poi fornirlo quando necessario. Il sistema pompa sale fuso attraverso una torre
riscaldata dai raggi del sole. Dei contenitori isolati immagazzinano il sale caldo e come si rende necessario,
dell'acqua viene usata per generare vapore che aziona delle turbine per produrre elettricità.

## Immagazzinamento dell'energia di rete

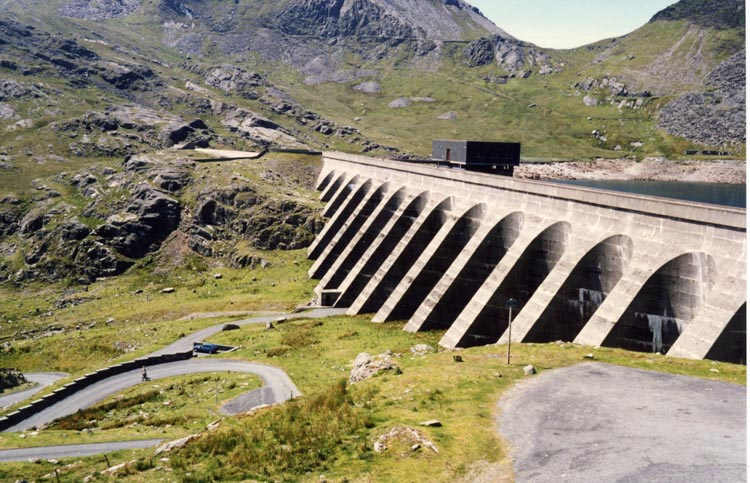
Serbatoio superiore e diga di una centrale idroelettrica ad accumulazione d'acqua pompata nel Galles del nord. La stazione inferiore ha quattro turbine ad acqua che generano 360 MW di elettricità entro 60 secondi dall'insorgere dell'esigenza. Le dimensioni della diga si possono giudicare dall'automobile parcheggiata sotto.

L'immagazzinamento di energia di rete permette ai produttori di energia elettrica di trasferire l'elettricità in eccesso dalla rete elettrica di trasmissione ai luoghi di immagazzinamento temporaneo di elettricità che diventano generatori di energia nel momento in cui la richiesta di elettricità è maggiore. L'immagazzinamento dell'energia di rete è particolarmente importante per armonizzare la fornitura e la domanda durante intervalli di tempo di 24 ore.

## Metodi di immagazzinamento
- Chimico
  - Idrogeno
  - Biocombustibile
  - Azoto liquido
  - Ossidrogeno
  - Perossido di idrogeno
- Biologico
  - Amido
  - Glicogeno
- Elettrochimico
  - Batteria (elettrotecnica)
  - Flow Battery
  - Pila a combustibile
- Elettrico
  - Condensatore (elettrotecnica)
  - Supercondensatori
- Meccanico
  - Aria compressa (CAES, Compressed-air energy storage)
  - Aria liquida (LAES, energy storage)
  - Anidride carbonica[5]
  - Volano (batteria)
  - Accumulatore idraulico
  - Idroelettrico
  - Molla
- Termico
  - Stoccaggio nel ghiaccio
  - Sale fuso 
  - Aria od azoto liquidi
  - Batteria a sabbia
  - Stoccaggio termico stagionale
  - Stagno solare
  - Mattoni caldi
  - Accumulatore di vapore
  - Locomotiva senza focolare
- Fuel Conservation storage

### Idrogeno
Si sta valorizzando l'idrogeno come mezzo di stoccaggio dell'energia elettrica. L'idrogeno non è una sorgente di energia primaria, ma una sostanza che può essere trasportata incamerante energia, perché prima deve essere prodotto per poter essere successivamente usato. Tuttavia, come mezzo di incameramento, può diventare un fattore importante nell'utilizzazione delle energie rinnovabili.
Lo stoccaggio sotterraneo di idrogeno sfrutta le caverne sotterranee, cupole salifere e giacimenti esauriti di petrolio e gas. Grandi quantità di idrogeno gassoso sono stoccate in caverne sotterranee da molti anni. Usando una turbina ad espansione l'esigenza elettrica per un'accumulazione compressa a 200 bar ammonta al 2,1% del contenuto energetico dell'idrogeno accumulato..
Con le sorgenti rinnovabili come quelle solare ed eolica, l'uscita può essere immessa direttamente nella rete elettrica. Ad un'immissione inferiore al 20% della richiesta di rete, l'economia non cambia fortemente; ma oltre il 20% circa della richiesta totale, lo stoccaggio esterno di energia diviene importante. Se queste sorgenti sono usate per produrre idrogeno dall'elettricità, allora possono essere utilizzate pienamente tutte le volte che sono disponibili. Parlando in generale, non ha importanza quando si inseriscono o si disinseriscono, l'idrogeno è semplicemente immagazzinato ed utilizzato quando richiesto. Un programma pilota su base comunitaria che usa turbine eoliche e generatori elettrici ad idrogeno è in atto dal 2007 della durata di cinque anni nella comunità remota di Ramea Newfoundland e Labrador. Un progetto simile si sta svolgendo dal 2004 in Utisira, una piccola municipalità della Norvegia.
Perdite di energia sono connaturate nel ciclo di immagazzinamento dell'idrogeno prodotto con l'elettrolisi dell'acqua per l'applicazione ai trasporti, liquidificazione o compressione, e la ri-trasformazione in elettricità. e il ciclo di immagazzinamento dell'idrogeno prodotto biologicamente per le pile a combustibile stazionarie (microcogenerazione) con un rendimento del 93%, e conversione in elettricità.
Circa 50kwh (180 MJ) di energia solare sono necessari per produrre un chilogrammo di idrogeno, e così il costo dell'energia
elettrica è chiaramente cruciale, persino per gli usi di idrogeno differenti dall'incameramento per la generazione di energia elettrica. Un costo di 0,03$/hwh, comune tariffa dell'energia elettrica nelle ore non di punta (dalle 11 alle 18) negli Stati Uniti, significa che il costo dell'idrogeno è di $1,50 al kg per l'energia elettrica, equivalente a $ 1,5 al gallone per la benzina in US se utilizzato nei veicoli a pila a combustione. Altri costi includerebbero l'impianto di elettrolisi, di compressione o liquefazione dell'idrogeno, stoccaggio e trasporto, che saranno significativi.

### Biocombustibili
Vari biocombustibili, come il biodiesel, l'olio vegetale, la miscela benzina-metano o le biomasse possono essere usati per sostituire gli idrocarburi. Vari processi chimici sono in grado di trasformare il carbonio e l'idrogeno in carbone, gas naturali, biomasse animali e vegetali, e rifiuti organici in idrocarburi a catena corta che sono adatti a sostituire gli idrocarburi esistenti. Esempi sono il diesel Fischer-Tropsch, il metano, il dimetiletere, o syngas. Questa sorgente di diesel venne usata estensivamente nella seconda guerra mondiale in Germania, che aveva accesso limitato alle fonti di petrolio greggio. Oggi il Sudafrica produce la maggior parte del diesel del paese dal carbone per le medesime ragioni.. Un prezzo nel lungo termine del petrolio di sopra dei 35 USD può rendere tale carburante liquido sintetico conveniente su larga scala. Parte dell'energia nella sorgente originaria viene dissipata nel processo di conversione. Storicamente, il carbone medesimo veniva usato direttamente ai fini del trasporto nei veicoli ed imbarcazioni che usavano motori a vapore. Il gas naturale compresso si sta usando come carburante in circostanze speciali, per esempio negli autobus di alcune aziende di trasporto.

### Carburanti idrocarburici sintetici
Il biossido di carbonio è stato, sperimentalmente, convertito in carburante idrocarburico con l'intervento di energia proveniente da altre sorgenti. Per essere utile industrialmente, l'energia plausibilmente dovrà provenire dalla luce del sole usando, forse, future tecnologie di fotosintesi artificiale.. Altra alternativa per l'energia è l'energia elettrica od il calore proveniente dall'energia solare o nucleare.. Comparati all'idrogeno, molti carburanti idrocarburici hanno il vantaggio di essere immediatamente utilizzabili nelle esistenti tecnologie dei motori ed esistenti strutture di distribuzione dei carbutanti. La produzione di carburanti idrocarburici sintetici riduce l'ammomtare di biossido di carbonio nell'atmosfera fino al momento che il carburante viene bruciato, quando lo stesso ammontare di biossido di carbonio ritorna nellatmosfera.

### Metano
Il metano è l'idrocarburo più semplice con formula molecolare CH4. Il metano potrebbe essere prodotto con l'elettricità dalle energie rinnovabili. Il metano può essere stoccato più facilmente dell'idrogeno ed il trasporto, lo stoccaggio e l'infrastruttura di combustione sono maturi (condotte, gasometri, centrali elettriche).
Mentre l'idrogeno e l'ossigeno vengono prodotti nell'elettrolisi dell'acqua:
2H2O → 2H2 + O2
l'idrogeno sarà poi fatto reagire con il diossido di carbonio nel processo Sabatier, producendo metano ed acqua.
Il metano sarà stoccato ed usato successivamente per produrre elettricità. L'acqua prodotta sarà rimessa in ciclo
nell'elettrolisi, riducendo l'esigenza di nuova acqua pura. L'ossigeno verrà immagazzinato per la combustione del metano in ambiente di puro ossigeno in una centrale elettrica adiacente, eliminando per esempio gli ossidi di azoto.
Nella combustione del metano sono prodotti acqua e biossido di carbonio.
CH4 + 2O2 → CO2 + 2H2O
Il biossido di carbonio sarà riciclato per sovralimentare il processo Sabatier e l'acqua sarà rimandata alla fase di elettrolisi. L'ossido di carbonio prodotto dalla combustione del metano ritornerà al metano, così da non generare gas serra. La produzione del metano, stoccaggio e combustione adiacente riciclerà tutti i prodotti della reazione, dando origine ad un ciclo.

### Boro, silicio, litio, zinco
Il boro,, il silicio,, il litio e lo zinco sono stati proposti quali soluzioni dello stoccaggio di energia.

### Stoccaggio meccanico
L'energia si può incamerare nell'acqua pompata ad un'elevazione maggiore usando i metodi di accumulazione di energia tramite pompaggio, nell'aria compressa, o nei volani.
La massa di un chilogrammo sollevata a 1000 metri può immagazzinare energia per un ammontare di 9,81 kJ. Ciò è equivalente alla massa di 1 kg accelerata alla velocità di 140 m/s. La temperatura di 1 kg d'acqua può essere aumentata di 2,34 °C utilizzando la medesima quantità di eneregia. Certamente, questo è un confronto un po' scorretto, ma che rende facile notare come sia possibile stoccare più energia in 1 m³ di roccia da pochi soldi oppure di sabbia che 1 m³ di batteria al piombo ad acido solforico, anche se la batteria fosse pure portata ad un'altezza maggiore e non semplicemente caricata.
La tecnologia di immagazzinaggio d'energia ad aria compressa considera l'accumulo dell'energia a basso costo delle ore di limitata richiesta, in forma di aria compressa in un serbatoio sotterraneo. Questa viene quindi rilasciata durante le ore di massima richiesta e riscaldata con i gas di scarico di una turbina a combustione. Quest'aria riscaldata viene convertita in energia mediante turbine ad espansione per produrre elettricità. Una centrale elettrica a stoccaggio di energia ad aria compressa opera a McIntosh, in Alabama dal 1991 ed ha funzionato con successo. Altre applicazioni sono possibili. Lo studio Walker Architects pubblicò nell'ottobre del 2008 la prima applicazione di CO2 compressa e stoccata, proponendo l'uso di CO2 catturata e stoccata per l'incameramento di energia. Parecchie compagnie hanno svolto lavori preliminari di progettazione di veicoli impieganti energia da aria compressa.
.

### Accumulazione di energia rinnovabile
Molti sistemi di energia rinnovabile producono potenza intermittente. In questo caso, l'accumulo di energia diventa assolutamente necessario per rendere disponibile una fornitura di energia stabile usando sorgenti intermittenti come il sole ed il vento. Uno sviluppo ulteriore dell'energia rinnovabile richiederà una qualche combinazione di accumulazione dell'energia di rete, della risposta alla domanda e della determinazione attuale del prezzo. Le sorgenti di energia intermittente sono limitate al massimo al 20-30% dell'elettricità prodotta per la rete senza tali misure. Se le perdite di distribuzione dell'elettricità ed i costi saranno governati, allora la produzione di energia rinnovabile prodotta da molte differenti sorgenti potrebbe aumentare l'affidabilità della rete di distribuzione. Data la crescente diffusione della produzione energetica distribuita (soprattutto di impianti fotovoltaici), si attende che immagazzinamento domestico di energia diventi una realtà sempre più presente. Un'abitazione familiare equipaggiata con pannelli fotovoltaici può raggiungere un'autosufficienza massima di circa 40%. A causa dello squilibrio tra energia consumata ed energia prodotta dall'impianto fotovoltaico, un accumulo di energia risulta necessario per raggiungere livelli più elevati di autosufficienza energetica.
Sorgenti di energia rinnovabile senza intermittenza comprendono energia idroelettrica, energia geotermica, eliotermica, energia delle maree, da centrali solari orbitali, conversione dell'energia termica oceanica, aerogeneratore di alta quota, biocombustibili. impianti fotovoltaici, per quanto tecnicamente intermittenti, producono dell'elettricità durante i periodi di picco (cioè durante la luce diurna), e quindi riducono il bisogno di produzione di potenza di picco. In generale, i periodi di domanda massima di potenza in alcuni luoghi non corrispondono alla disponibilità di energia solare, il che sospinge i produttori a sviluppare nuovi e più efficienti metodi di stoccaggio e recupero dell'energia.
Sul lato della domanda, programmi di risposta alla domanda che inoltrano segnali di quotazione di mercato ai consumatori (o ai loro equipaggiamenti), possono essere un modo di gestire le variazioni nella produzione di energia elettrica. Per esempio, dispositivi di stoccaggio di energia intelligenti possono venire predisposti per accumulare energia quando l'elettricità viene prodotta in quantità maggiore del richiesto (ed i prezzi sono più bassi), e inversamente, distribuire energia quando la domanda è elevata (ed i prezzi sono più alti). Questa pratica è chiamata arbitraggio energetico.

### Accumulazione termica

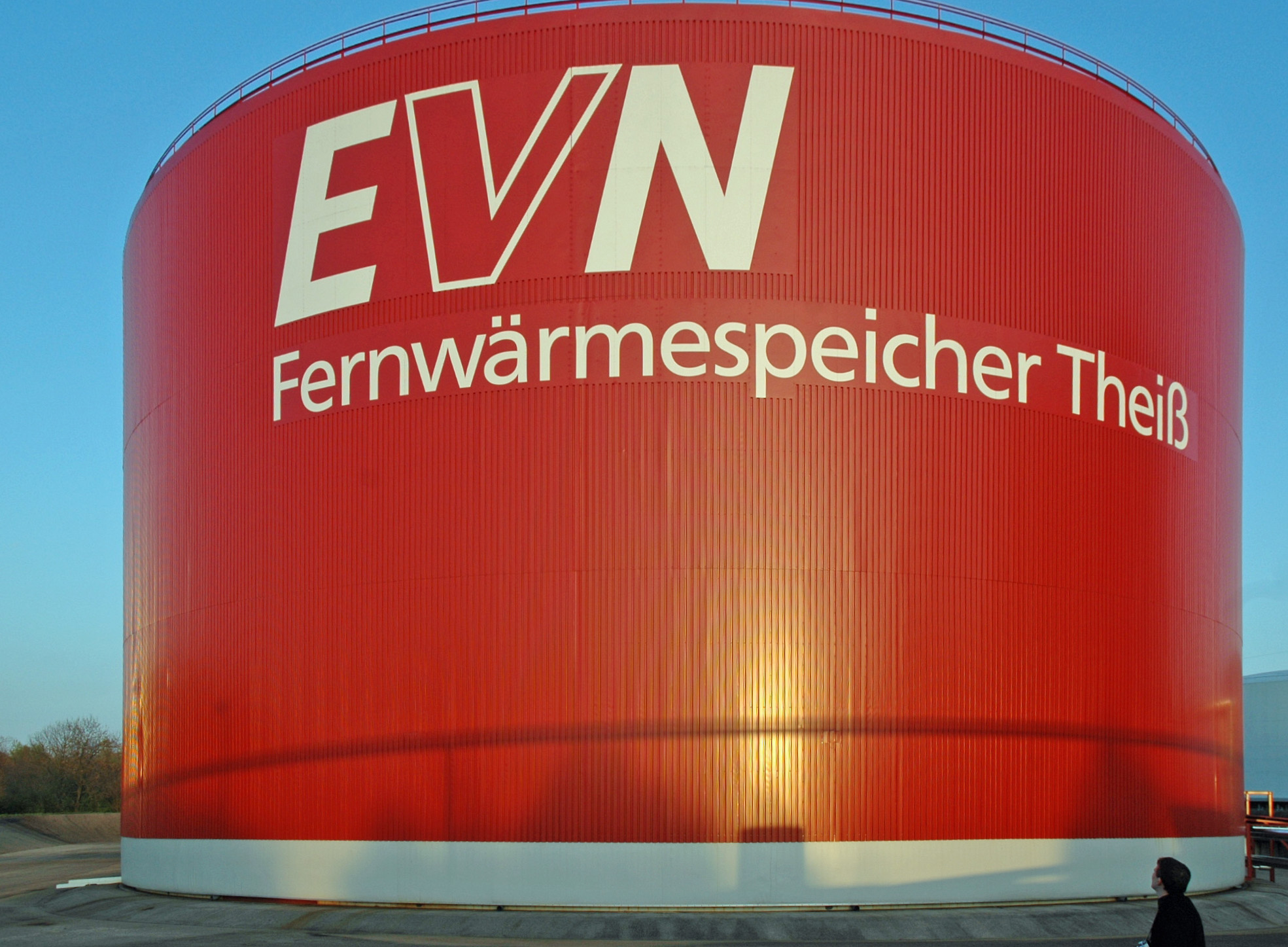
Accumulatore termico presso Krems, in Austria.

L'accumulazione termica è l'immagazzinamento temporaneo o trasferimento di calore per essere usato successivamente. Un esempio di
immagazzinamento termico è quello dell'immagazzinamento dell'energia solare durante il giorno per il riscaldamento durante la notte. Nel campo del riscaldamento-ventilazione-aria condizionata-refrigerazione, il ricorso all'immagazzinamento termico per riscaldamento è meno comune che per il raffreddamento. Un esempio di incameramento del calore rimosso per successivo impiego è il ghiaccio prodotto durante le ore notturne più fredde da usare nelle calde ore del giorno. Questo deposito di ghiaccio viene prodotto quando le tariffe elettriche sono più basse. Sovente ci si riferisce a ciò come il raffreddamento a tariffa ridotta.
Se impiegati propriamente i sistemi di raffreddamento a tariffa ridotta abbassano i costi dell'energia. Il Green Building Council degli Stati Uniti ha sviluppato il programma Leadership in Energy Efficiency and Environmental Design (LEED) per stimolare la progettazione di costruzioni ad elevate prestazioni che contribuiranno a proteggere il nostro ambiente. I livelli di prestazione energetica aumentati utilizzando il raffreddamento a tariffa ridotta fornirà i requisiti necessari per una certificazione LEED.
I vantaggi di un accumulo termico sono:
- Le tariffe elettriche commerciali sono più basse alla notte.
- Fare il ghiaccio alla notte quando fa freddo richiede meno energia. Si risparmia dell'energia alla fonte.
- Un sistema piccolo, più efficiente fa il lavoro di un'unità maggiore funzionando per più ore.[22]

Per maggiori informazioni sullo stoccaggio termico, vedasi
I potenziali vantaggi vanno in ogni caso confrontati con la reale necessità di produrre ghiaccio. In effetti, per uso generale, non è normalmente richiesto raggiungere temperature di esercizio prossime agli 0 °C (nella tecnica di condizionamento ambienti si utilizzano valori compresi tra 7 °C e 10 °C). Produrre ghiaccio comporta una riduzione di efficienza delle macchine frigorifere. Nel caso di unità che cedono calore all'aria, ciò può essere compensato dalla minore temperatura atmosferica che si ha nelle ore di buio rispetto alle ore del picco di richiesta diurno.